# Alwyn Schlebusch
Alwyn Louis Schlebusch (Lady Grey, 1917. szeptember 16. – Pretoria, 2008. január 7.) dél-afrikai politikus, 1981. január 1. és 1984. szeptember 14. között Dél-Afrika al-államelnök címének egyetlen tulajdonosa. Vezetékneve német származású. Lady Grey-ben, Kelet-Fokföldön született. Charel Johannes Schlebusch és Elizabeth Cornelia Myburgh fia volt.

## Karrierje
Schlebusch-ot 1972-ben nevezték ki a Schlebusch Bizottság elnökévé, amelynek a feladata az apartheidellenes szervezetek, például a Dél-Afrikai Keresztény Intézet vagyonát lefogalani.
Az alelnöki posztot a szenátus 1981-es megszüntetésével hozták létre. Mandátuma alatt Schlebusch vezette az Elnöki Tanácsot, amely segédkezett és ötleteket adott az új alkotmány megírásához. 
A poszt betöltése előtt Schlebusch az 1940-es években Hennenman polgármestere volt, majd 1962-től 1980-ig Kroonstad képviselőjének, 1976-ban közmunka- és bevándorlási miniszternek, 1979-ben pedig igazságügyi és belügyminiszternek választották.
Ezt követően 1986-ban az Elnöki Hivatal miniszteri posztját töltötte be. 2008. január 7-én hunyt el. 

## Családja
Egy fia és két lánya, 14 unokája és 5 dédunokája túlélte őt. Házastársa, Isabel 1996-ban hunyt el rákban. 
Felesége halála után megalapította a „Toktokkie” rákellenes kampányt Dél-Afrikában.